# فيتزهيو إل. فولتون
فيتزهيو إل. فولتون (بالإنجليزية: Fitzhugh L. Fulton)‏ هو ضابط أمريكي، ولد في 6 يونيو 1925 في جورجيا في الولايات المتحدة، وتوفي في 4 فبراير 2015 في ثاوزند أوكس في الولايات المتحدة بسبب مرض باركنسون.